# Liste der Biografien/Frani
Liste der Biografien |
Portal Biografien |
Personensuche
# |
A |
B |
C |
D |
E |
F |
G |
H |
I |
J |
K |
L |
M |
N |
O |
P |
Q |
R |
S |
T |
U |
V |
W |
X |
Y |
Z |
?
 
Fa |
Fe |
Ff |
Fh |
Fi |
Fj |
Fk |
Fl |
Fm |
Fn |
Fo |
Fr |
Ft |
Fu |
Fy
 
Fra |
Frc |
Fre |
Frg |
Fri |
Frk |
Frl |
Fro |
Fru |
Fry
 
Fraa |
Frab |
Frac |
Frad |
Frae |
Fraf |
Frag |
Frah |
Frai |
Fraj |
Frak |
Fral |
Fram |
Fran |
Frao |
Frap |
Fraq |
Frar |
Fras |
Frat |
Frau |
Frav |
Fraw |
Fray |
Fraz
 
Frana |
Franc |
Frand |
Frane |
Frang |
Frani |
Franj |
Frank |
Frann |
Frano |
Franq |
Frans |
Frant |
Franu |
Franx |
Franz
Die Liste der Biografien führt alle Personen auf, die in der deutschsprachigen Wikipedia einen Artikel haben. Dieses ist eine Teilliste mit 5 Einträgen von Personen, deren Namen mit den Buchstaben „Frani“ beginnt.

## Frani
- Frani, Massimiliano (1967–2023), italienischer Pianist, Komponist und Musikpädagoge

### Franic
- Franić, Frane (1912–2007), kroatischer Geistlicher, Erzbischof des Erzbistums Split-Makarska

### Franie
- Franieck, Franz (1800–1859), österreichischer Buchdrucker und Verleger

### Franik
- Franik, Andreas (* 1970), deutscher Journalist und Moderator
- Franik, Franz (1907–1975), deutscher Bergmann und AktivistFranz Franik (1907–1975)

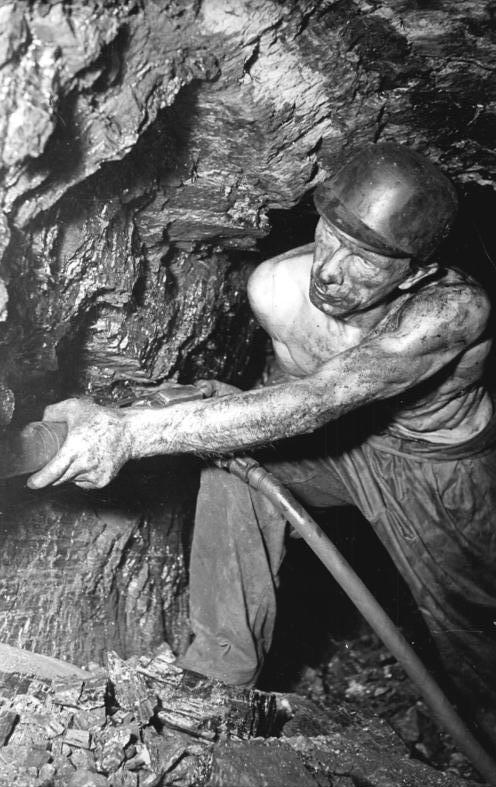
Franz Franik (1907–1975)